# Tausend-Buddha-Höhlen von Kumtura
Die Tausend-Buddha-Höhlen von Kumtura (Qumtura) (chinesisch 库木吐喇千佛洞, Pinyin Kùmùtǔlā Qiānfódòng, englisch Kumtura Thousand Buddha Caves) im Kreis Kuqa (auch Kucha, Kutscha etc., 库车县) im Uigurischen Autonomen Gebiet Xinjiang liegen 25 km westlich von Kuqa am linken Ufer des Muzart-Flusses (Weihe).
Die frühesten wurden im 4. Jahrhundert gegraben. Sie sind berühmt für ihre buddhistischen Wandgemälde im alten Qiuci (Kucha)-Stil. 
Bei der Anlage der Grotten werden drei Bauphasen unterschieden: 5.–7. Jahrhundert, 8.–9. und 10.–11. Jahrhundert.
Die Grotten stehen seit 1961 auf der Denkmalliste der Volksrepublik China (1-42) und die UNESCO hat Gelder für ihre Restaurierung bereitgestellt.
Zu Anfang des 20. Jahrhunderts wurden sie von japanischen, deutschen, russischen und französischen Expeditionen aufgesucht.